# Hydrophis spiralis
Espèce
Synonymes
- Hydrus spiralis Shaw, 1802
- Leioselasma spiralis (Shaw, 1802)
- Hydrophis brugmansii Boie, 1827
- Hydrophis melanurus Wagler, 1828
- Hydrophis sublaevis Gray, 1842
- Hydrophis robusta Günther, 1864
- Hydrophis rappii Jan, 1872
- Hydrophis temporalis Blanford, 1881
- Hydrophis bishopii Murray, 1884
- Hydrophis aurifasciata Murray, 1886
- Hydrophis melanocinctus Wall, 1906

Statut de conservation UICN

 LC  : Préoccupation mineure
Hydrophis spiralis ou Hydrophide spirale est une espèce de serpents marins de la famille des Elapidae.

## Répartition
Cette espèce marine se rencontre dans le nord de l'océan Indien et l'ouest du océan Pacifique dans les eaux des Émirats arabes unis, du Sultanat d'Oman, de l'Iran, du Pakistan, de l'Inde, du Sri Lanka, de la Birmanie, de la Thaïlande, de la Malaisie, du Viêt Nam, de Chine, des Philippines, de l'Indonésie, de la Papouasie-Nouvelle-Guinée et de la Nouvelle-Calédonie.

## Description
Hydrophis spiralis mesure de 150 à 275 cm ce qui en fait l'un des serpents marins les plus grands. Cette espèce a la face dorsale jaunâtre ou vert jaunâtre avec des écailles bordées de noir. Elle présente entre 41 et 46 fins anneaux noirs encerclant son corps et larges d'environ le tiers de l'espace les séparant. Les juvéniles ont la tête noire avec une marque jaune en forme de fer à cheval ; les adultes ont généralement la tête jaune. 

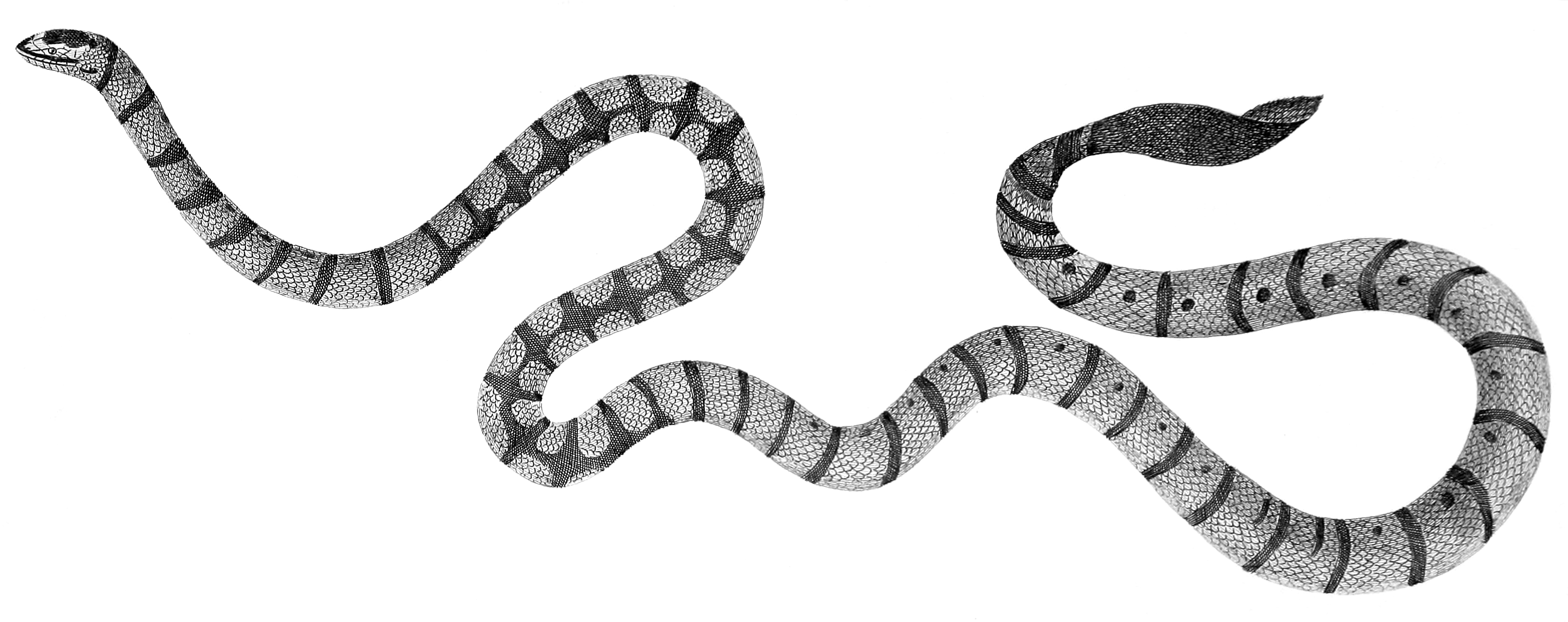
Hydrophide spirale

C'est un grand serpent marin venimeux agressif et dangereux mais heureusement rare : on lui attribue des morsures mortelles.
Il vit généralement à plus de 10 m de profondeur et traque des murènes dans les fonds rocheux.
Les femelles mettent bas de 5 à 14 jeunes.

## Publication originale
- Shaw, 1802 : General Zoology, or Systematic Natural History, vol. 3, n. 2, p. 313-615 (texte intégral).